# Oryzias orthognathus
Oryzias orthognathus är en fiskart som beskrevs av Kottelat, 1990. Oryzias orthognathus ingår i släktet Oryzias och familjen Adrianichthyidae. IUCN kategoriserar arten globalt som starkt hotad. Inga underarter finns listade i Catalogue of Life.